# Старший сержант Реклесс
Старший сержант Реклесс (англ. Reckless (Безрассудная); около 1948 — 13 мая 1968) — боевая лошадь, награждённая рядом медалей и орденов, а также официально удостоенная воинского звания в корпусе морской пехоты США.

## Биография
Кобыла монгольской породы была куплена в октябре 1952 года в Сеуле во время Корейской войны. Покупателем стал американский офицер Корпуса морской пехоты (КМП), который хотел завести вьючное животное для своего взвода.
Кличка Реклесс (Безрассудная) появилась после того, как стало видно, что лошадь не боится грохота выстрелов и шума боя. Кобыла быстро была приручена морпехами. Её редко держали на привязи. Как правило, по лагерю она перемещалась совершенно свободно. Реклесс прославилась тем, что ела практически всё, от яичницы до пива, колы и шоколадных батончиков.
Лошадь принимала участие в многочисленных стычках Корейской войны. Она доставляла на передовую боеприпасы и продукты, вывозила в тыл раненых и помогала прокладывать телефонные кабели. После нескольких посещений она запоминала новые маршруты и могла совершать поездки без сопровождающего.
Кульминацией девятимесячной военной карьеры Реклесс стал март 1953 года. Во время битвы за аванпост Вегас она самостоятельно выполнила 51 рейс за день, доставляя боеприпасы на передовую.
Реклесс была дважды ранена.
В 1953 году ей официально присвоили звание капрала КМП США. Через несколько месяцев после окончания войны в 1954 году её повысили в звании до сержанта.

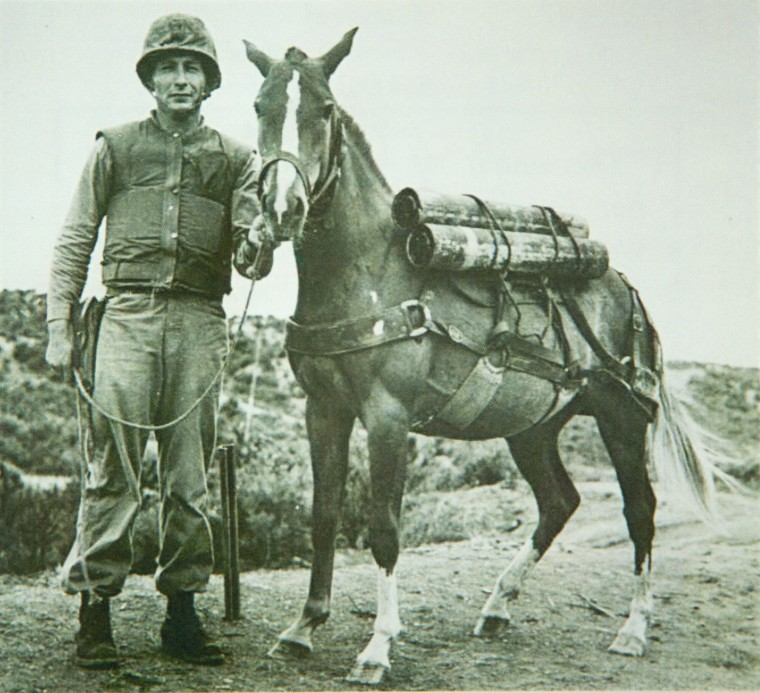
Реклесс и сержант Корпуса морской пехоты США Джозеф Летэм

За подвиги и ранения Реклесс дважды награждали медалью «Пурпурное сердце», медалью за добросовестное поведение и другими военными наградами.
Журнал LIFE включил Реклесс в список ста величайших героев Америки. Она принимала участие в праздновании дня рождения Корпуса морской пехоты США. В 1959 году ей присвоили звание старшего сержанта (штаф-сержанта).
Кобыла родила четырёх жеребят и умерла в мае 1968 года.

## Память
- В Национальном музее корпуса морской пехоты в Куантико, штат Вирджиния, стоит статуя Реклесс.
- Также есть памятник в парке лошадей в Лексингтоне, штат Кентукки.
- 28 июля 2016 года старший сержант Реклесс посмертно получила медаль Марии Дикин.

## Награды
Список наград приводится по статье в журнале Marines
- «Пурпурное сердце» с одной золотой звездой
- Медаль Марии Дикин
- Благодарность части Военно-морского флота
- Медаль «За службу в Корее» (США)
- Медаль «За службу национальной обороне» (США)